# Storden (Minnesota)
Storden – miasto w Stanach Zjednoczonych, w stanie Minnesota, w hrabstwie Cottonwood.